# Crooked River High Bridge
Le Crooked River High Bridge est un pont en arc  en acier qui enjambe la gorge de Crooked River dans le comté de Jefferson, dans l'Oregon. Le pont a été conçu par Conde McCullough et a été achevé en 1926. Peu de temps après son achèvement, la division des autoroutes de l'État de l'Oregon a créé le parc Peter Skene Ogden juste au sud du pont. 
Le pont a une longueur totale de 464 pieds (141,4272 m)   avec une portée principale de 330 pieds (100,584 m)   . Le pont mesure 295 pieds (89,916 m)   au-dessus du fond du canyon. Le pont a finalement été incapable de répondre à la demande croissante de trafic de la route 97 des États-Unis (US 97), et a été remplacé par le pont commémoratif des vétérans Rex T. Barber, plus large. Le vieux pont est ouvert aux piétons. 

## Voir également